# Jean-Pierre Solié
Jean-Pierre Solié   (Nimes, 1755 - París, 6 d'agost de 1812) va ser un violoncel·lista i cantant d'òpera francesa. Va començar com a tenor, però va canviar i es va fer conegut com a baríton. Va cantar més sovint a l'Opéra-Comique de París. També es va convertir en un compositor prolífic, escrivint principalment òperes còmiques d'un acte.
Era fill d'un músic de teatre de la seva vila natal, pel qual des de la infància aprengué els secrets d'aquest art. Fou infant de cor de la Catedral, després donà lliçons de cant i més formà part de diverses orquestres i per a fi, havent-se encarregat, a causa d'una indisposició del tenor, del paper d'aquest en l'òpera d'André Grétry La rosière de Salency, i davant dels aplaudiments en que fou acollit, es dedicà a la carrera teatral, en la qual aconseguí molts triomfs.
Com a compositor produí una sèrie d'òperes lleugeres.